# محمدهادی شادمهر
محمدهادی شادمهر (زادهٔ ۱۲۹۹ تهران – درگذشتهٔ ۲۱ آذر ۱۳۸۷ تهران) سرلشکر نیروی زمینی ارتش ایران و چهارمین رئیس ستاد مشترک ارتش جمهوری اسلامی ایران، طی دی ۱۳۵۸ تا ۱۹ خرداد ۱۳۵۹ بود. پس از واقعهٔ عملیات طبس (۵ اردیبهشت ۱۳۵۹) و افزایش سوء ظن به فرماندهان نیروهای هوایی و ستاد ارتش، در ۲۹ خرداد، با حکم ابوالحسن بنی‌صدر، رئیس‌جمهور وقت، برکنار شد و سرتیپ ولی‌الله فلاحی جایگزین وی گردید. شادمهر تا پایان عمرش عملا در حاشیه باقی ماند.

## زندگی‌نامه
شادمهر متولد ۱۲۹۹ در شهر تهران و از افسران انقلابی ارتش جمهوری اسلامی ایران بود که پس از محمدحسین شاکر، با حکم سید روح‌الله خمینی از ۱ دی ۱۳۵۸ تا خرداد ۱۳۵۹ رئیس ستاد مشترک ارتش جمهوری اسلامی ایران بود. وی توسط ارتشبد فردوست برای تصدی ریاست ستاد ارتش به همراه دو ژنرال دیگر به مهدی بازرگان معرفی گردیدند.
وی در مورد اخراج تنی چند از افسران ارتش از سوی صادق خلخالی، گفت:
چون در دادگاه انقلاب اسلامی نظامی باید علاوه بر حاکم شرع، قضات ارتش و دادگستری نیز حضور داشته باشند؛ و چون دو قاضی از سوی این دو مرجع در دادگاه شرکت نداشته‌اند، رأی صادره قابل اجرا نیست.
وی هم‌چنین در ادامه گفت:
طبق تصویب شورای انقلاب وظیفهٔ پاکسازی در ارتش به‌عهدهٔ کمیسیون ۵ نفری وزارت دفاع ملی محول شده که این کمیسیون ۷۵۰۰ نفر را در نیروهای سه‌گانه به‌علل مختلف مشمول پاکسازی قرار داده و بدین ترتیب موضوع تصفیه در ارتش خاتمه یافته‌است.

## مرگ
وی در ۲۱ آذر ۱۳۸۷ بر اثر سکتهٔ قلبی در بیمارستان خاتم‌الانبیاء تهران درگذشت و پیکرش صبح آن روز از مقابل منزل وی در خیابان فلسطین تشییع و در بهشت زهرا به‌خاک سپرده شد.
پیکر وی به‌طور رسمی و با حضور جمعی از مقام‌های وقت ارتش ایران و پیشکسوتان این نیرو تشییع شد.